# Rodel vid olympiska vinterspelen 1964
Rodel vid olympiska vinterspelen 1964

## Herrsingel
| Medalj | Namn                    | Tid     |
| Guld   | Thomas Köhler           | 3.26,77 |
| Silver | Klaus-Michael Bonsack   | 3.27,04 |
| Brons  | Hans Plenk              | 3.30,15 |
| 4      | Rolf Greger Ström       | 3.31,21 |
| 5      | Josef Feistmantl        | 3.31,34 |
| 6      | Mieczyslaw Pawelkiewicz | 3.33,02 |

## Herrdubbel
| Medalj | Namn                                 | Tid     |
| Guld   | Josef Feistmantl, Manfred Stengl     | 1.41.62 |
| Silver | Reinhold Senn, Helmut Thaler         | 1.41.91 |
| Brons  | Walter Aussendorfer, Sigisfredo Mair | 1.42.87 |
| 4      | Walter Eggert, Helmut Vollprecht     | 1.43,08 |
| 5      | Lucjan Kudeia, Ryszard Pedrak        | 1.43,77 |
| 6      | Giampaoli Ambrosi, Giovanni Graber   | 1.43,77 |

## Damsingel
| Medalj | Namn             | Tid     |
| Guld   | Ortrun Enderlein | 3:24.67 |
| Silver | Ilse Geisler     | 3:27.42 |
| Brons  | Helene Thurner   | 3:29.06 |
| 4      | Irena Pawełczyk  | 3:30,52 |
| 5      | Barbara Gorgón   | 3:32,73 |
| 6      | Oldrisha Tylova  | 3:32,76 |

## Medaljställning
| Pl. | Nation                 | Guld | Silver | Brons | Totalt |
| --- | ---------------------- | ---- | ------ | ----- | ------ |
| 1   | Tysklands förenade lag | 2    | 2      | 1     | 5      |
| 2   | Österrike              | 1    | 1      | 1     | 3      |
| 3   | Italien                | 0    | 0      | 1     | 1      |